# Ludwig Casimir von Isenburg-Büdingen
Ludwig Casimir rigsgreve von Isenburg-Büdingen (født 25. august 1710, død 15. december 1775) var en tysk greve i dansk tjeneste. Broder til Gustav Friedrich von Isenburg-Büdingen.
Også han havde været i dansk tjeneste, hvor han i en alder af 23 år var blevet kammerherre, hvid ridder og kaptajn i Livgarden til Fods. 1734-35 deltog han i felttoget ved Rhinen, først som generaladjudant hos cfor det danske hjælpekorps, general Bernhard Joachim von Mørner, siden som oberst reformé ved 2. jyske Rytterregiment. Året efter blev han chef for Livregiment til hest. Hans rorudsætninger for at beklæde en sådan stilling var selvfølgelig kun små og blev ikke større ved, at han i reglen opholdt sig i København, medens hans regiment garnisonerede i Holsten. 1741-42 var han dog med dette ved hjælpekorpset i Hannover. Men var hans anseelse som regimentschef ikke stor, så var han så meget mere velset ved hoffet. Han var en overordentlig elegant og indtagende verdensmand og benyttedes flere gange til overordentlige sendelser til fremmede hoffer (Hannover, Sankt Petersborg). 1744 blev han generalmajor, men ved Christian 6.s død var hans rolle udspillet. I oktober 1746 fik han afsked efter ansøgning og af helbredshensyn; men den store gæld, hvori han stod til kongens kasse, har vel nok haft del deri. Nu privatiserede han og førte et temmelig vildt liv, indtil han 1768 fulgte sin broder som regent i Büdingen. Allerede 24. september samme år ægtede han dennes enke, som, da grev L. C. var død 15. december 1775, giftede sig 3. gang 26. juni 1777 med Dr. med. Friedrich Wend (f. 1738 d. 1818), professor ved Universitetet i Erlangen. Hun døde 9. januar 1783, kun efterladende børn af 3. ægteskab.